# Niemieccy posłowie do Parlamentu Europejskiego 1994–1999
Niemieccy posłowie IV kadencji do Parlamentu Europejskiego zostali wybrani w wyborach przeprowadzonych 12 czerwca 1994.

## Lista posłów
Wybrani z listy Unii Chrześcijańsko-Demokratycznej
- Otto Bardong
- Rolf Berend
- Reimer Böge
- Elmar Brok
- Karl-Heinz Florenz
- Honor Funk
- Michael Gahler, poseł do PE od 23 kwietnia 1999
- Anne-Karin Glase
- Lutz Goepel
- Alfred Gomolka
- Renate Heinisch
- Karsten Friedrich Hoppenstedt
- Georg Jarzembowski
- Hedwig Keppelhoff-Wiechert
- Christa Klaß
- Dieter-Lebrecht Koch
- Christoph Werner Konrad
- Peter Kittelmann
- Werner Langen
- Brigitte Langenhagen
- Klaus-Heiner Lehne
- Marlene Lenz
- Peter Liese
- Kurt Malangré
- Thomas Mann
- Winfried Menrad
- Peter Mombaur
- Hartmut Nassauer
- Doris Pack
- Hans-Gert Pöttering
- Godelieve Quisthoudt-Rowohl
- Günter Rinsche
- Horst Schnellhardt
- Jürgen Schröder
- Konrad Schwaiger
- Diemut Theato
- Stanislaw Tillich
- Rainer Wieland, poseł do PE od 10 października 1997
- Karl von Wogau

Wybrani z listy Unii Chrześcijańsko-Społecznej
- Markus Ferber
- Ingo Friedrich
- Maren Günther
- Otto von Habsburg
- Xaver Mayer
- Bernd Posselt
- Edgar Schiedermeier
- Ursula Schleicher

Wybrani z listy Socjaldemokratycznej Partii Niemiec
- Gerhard Botz
- Dietrich Elchlepp, poseł do PE od 6 lutego 1996
- Evelyne Gebhardt
- Norbert Glante
- Willi Görlach
- Lissy Gröner
- Klaus Hänsch
- Jutta Haug
- Magdalene Hoff
- Karin Jöns
- Karin Junker
- Heinz Kindermann
- Constanze Krehl
- Wilfried Kuckelkorn
- Helmut Kuhne
- Annemarie Kuhn
- Bernd Lange
- Rolf Linkohr
- Günter Lüttge
- Erika Mann
- Helwin Peter
- Willi Piecyk
- Christa Randzio-Plath
- Bernhard Rapkay
- Klaus Rehder
- Dagmar Roth-Behrendt
- Mechtild Rothe
- Willi Rothley
- Jannis Sakellariou
- Detlev Samland
- Axel Schäfer
- Gerhard Schmid
- Barbara Schmidbauer
- Martin Schulz
- Ulrich Stockmann
- Christof Tannert
- Ralf Walter
- Barbara Weiler
- Rosemarie Wemheuer
- Wilmya Zimmermann

Wybrani z listy Związku 90/Zieloni
- Undine von Blottnitz
- Hiltrud Breyer
- Ozan Ceyhun, poseł do PE od 23 listopada 1998
- Daniel Cohn-Bendit
- Friedrich-Wilhelm Graefe zu Baringdorf
- Wolfgang Kreissl-Dörfler
- Edith Müller
- Elisabeth Schroedter
- Irene Soltwedel-Schäfer
- Wilfried Telkämper
- Wolfgang Ullmann
- Frieder Otto Wolf

Byli posłowie VI kadencji do PE
- Siegbert Alber (CDU), do 6 października 1997
- Marlies Mosiek-Urbahn (CDU), do 22 kwietnia 1999
- Heinke Salisch (SPD), do 1 lutego 1996
- Claudia Roth (Zieloni), do 18 listopada 1998